# Lino Červar

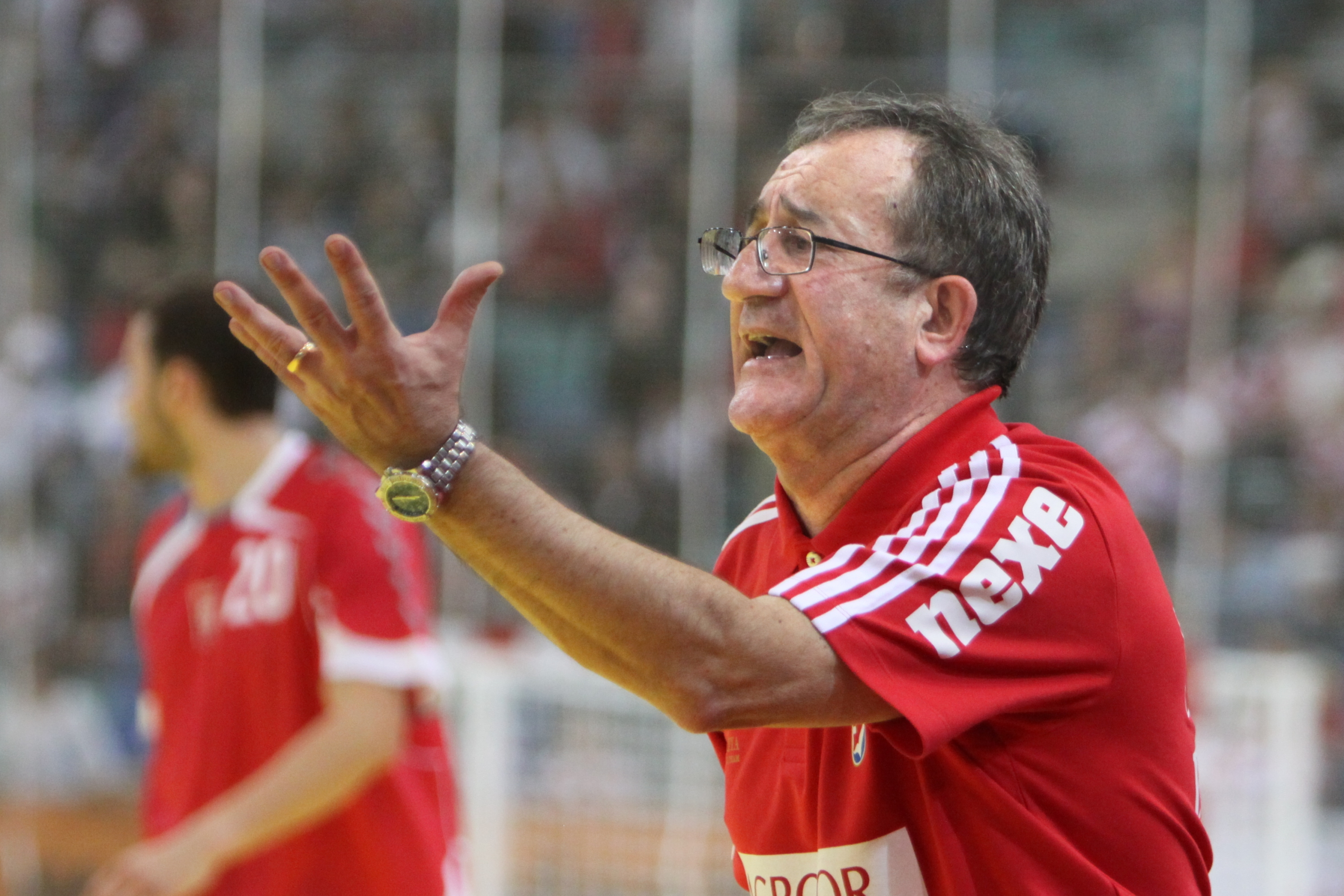
Červar avec l'équipe nationale croate en 2010.

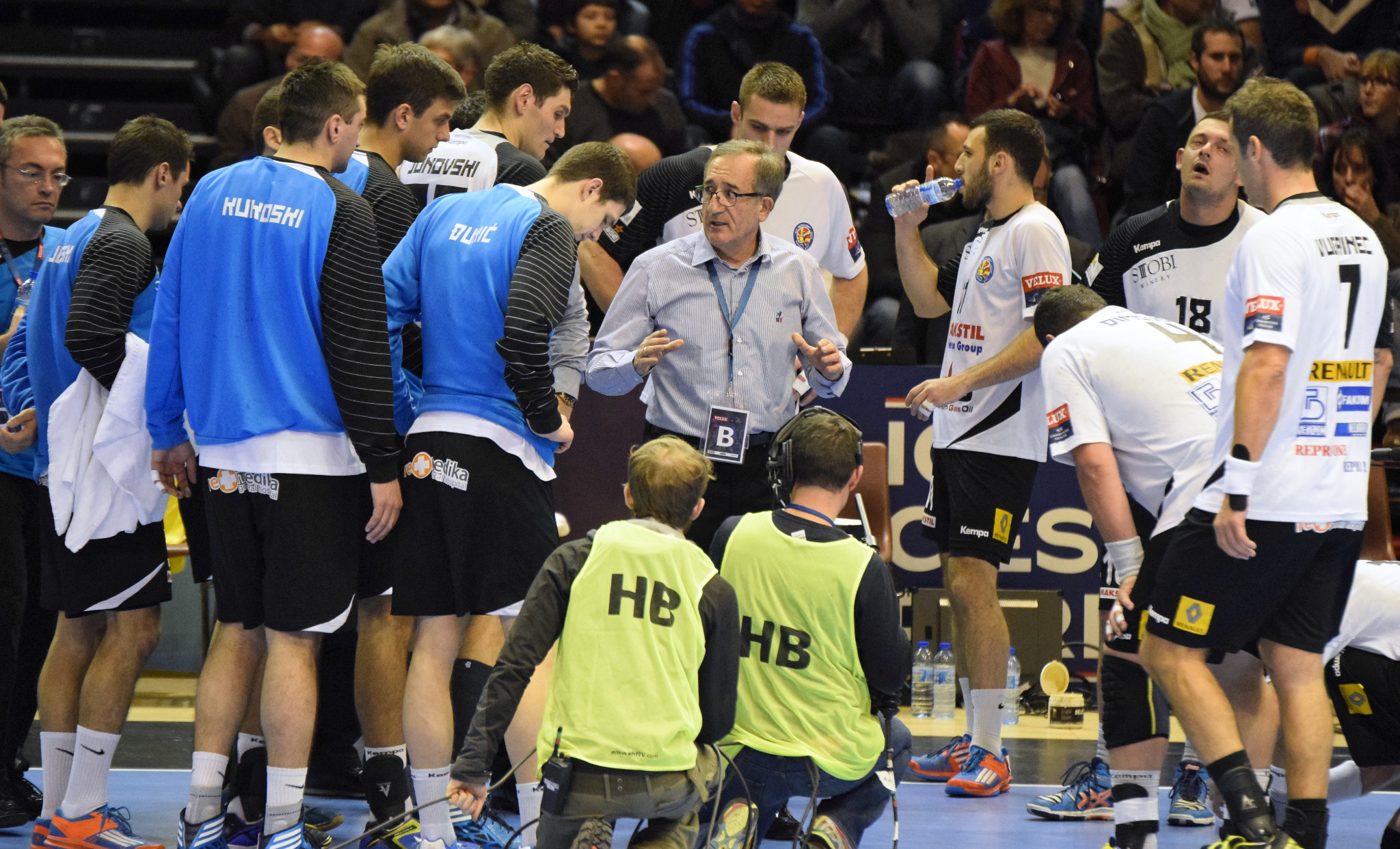
Červar avec le Metalurg, le 30 novembre 2014.

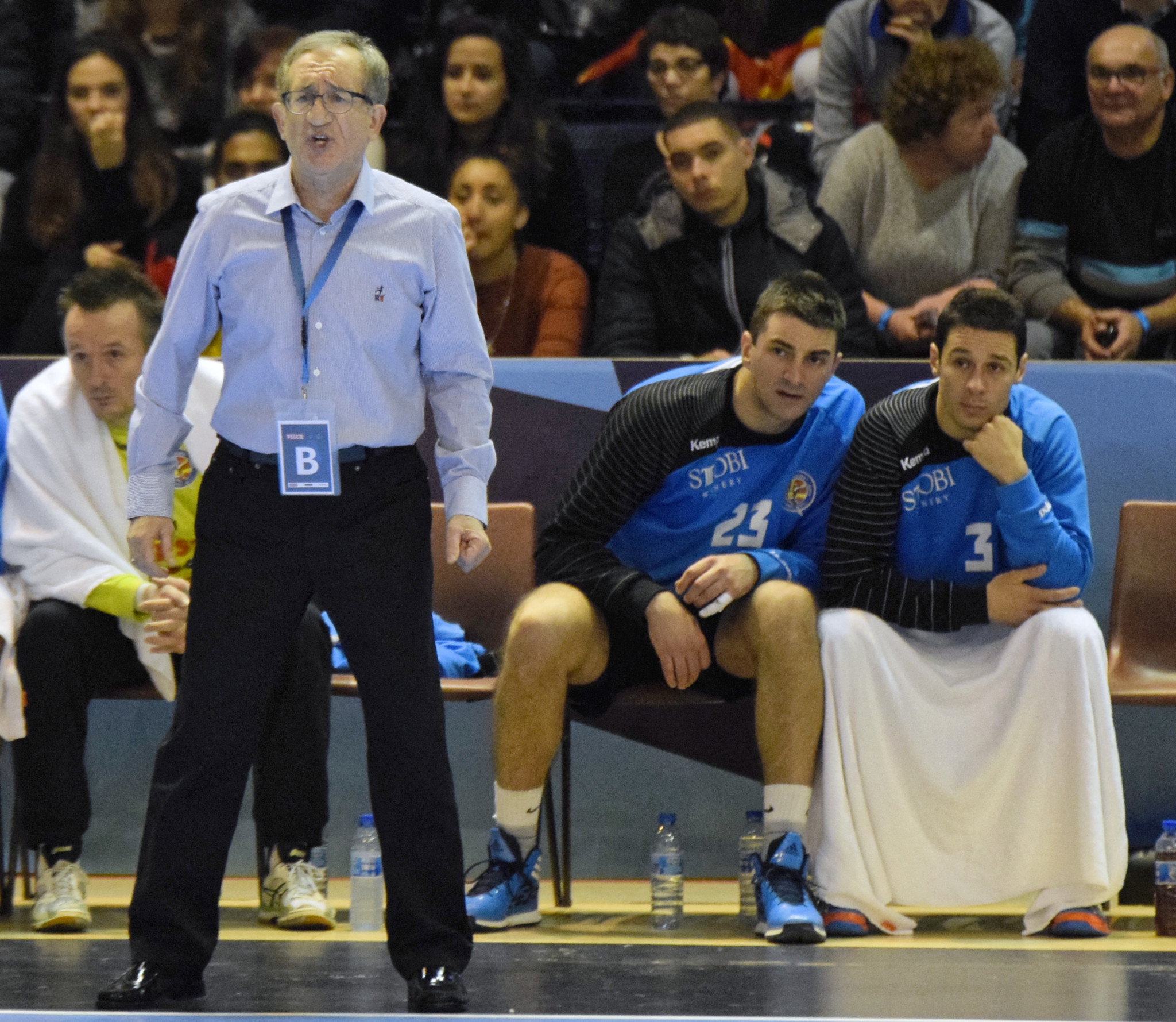
Červar avec le Metalurg, le 30 novembre 2014.

Lino Červar, né le 22 septembre 1950 à Vrsar, est un entraîneur croate de handball. Il a également acquis la nationalité macédonienne en 2012.
Il s'agit de l'un des plus importants entraîneur de handball en Croatie, que ce soit au travers de l'équipe nationale croate ou du club phare du pays, le RK Zagreb.

## Biographie
Lino Červar a été l'entraîneur de l'équipe nationale de Croatie de 2002 à juillet 2010. Son palmarès s'orne d'un titre olympique en 2004, le deuxième pour la Croatie après celui de 1996, et d'un titre de champion du monde en 2003. Il a aussi amené son équipe à deux finales des championnats du monde en 2005 et 2009 et à deux finales des championnats d'Europe en 2008 et 2010, échouant régulièrement devant la France. En juillet 2010, il quitte la tête de la sélection croate et est remplacé par son ancien assistant, Slavko Goluza.
Parallèlement à son rôle de sélectionneur de la Croatie, il a toujours été entraîneur d'un club. Après le club italien du AS Conversano entre 2002 et 2004, il s'occupe du club croate du RK Zagreb entre 2004 et 2009, étant débarqué par la direction du club à la suite de mauvais résultats en Ligue des champions et à des conflits avec des joueurs. Il entraîne entre 2009 et 2017  le club macédonien du RK Metalurg Skopje. Il obtient alors la nationalité macédonienne et devient sélectionneur de la équipe nationale en 2016.
En mars 2017, à 66 ans et à 10 mois de l'Euro 2018 organisé par la Croatie, il est nommé pour la deuxième fois sélectionneur de la Croatie,. Si l'Euro 2018 se conclura par une cinquième place, il conduit deux ans plus tard les Croates en finale du Championnat d'Europe 2020. Au cours de cette compétition, il annonce qu'il ne dirigerait plus l'équipe nationale dans un grand championnat international. Malgré la pandémie de Covid-19 et le report des JO de Tokyo, c'est bien lui qui dirige les Croates au Championnat du monde 2021 qui tourne au fiasco après un match nul face au Japon et une défaite face à l'Argentine, synonyme de fin pour Červar.

### En dehors du handball
Červar a la particularité d'être aussi engagé politiquement, puisqu'il siégea comme député au Sabor, le parlement croate, entre 2003 et 2007 en tant que membre de l'Union démocratique croate (HDZ), parti de centre-droit.
Enfin, on lui prête une certaine ressemblance avec la réalisateur américain Woody Allen.

## Équipes entraînées
Équipes nationales
- Équipe d'Italie : de 1994 à 2000
- Équipe de Croatie : de 2002 à 2010 et d'avril 2017 à janvier 2021
- Équipe de Macédoine : de 2016 à février 2017

Clubs
- Triko Novigrad : de 1974 à 1980
- Istraturist Umag : de 1980 à 1991
- Klagenfurt : de 1991 à 1994
- RK Zagreb : de 2000 à 2002 puis de 2004 à 2009 et enfin d'août à novembre 2018
- AS Conversano : de 2002 à 2004
- Metalurg Skopje : de 2009 à 2017

## Palmarès d'entraineur

### En club
- Champion de Croatie (7) : 2001, 2002, 2005, 2006, 2007, 2008, 2009
- Coupe de Croatie (5) : 2005, 2006, 2007, 2008, 2009
- Championnat de Macédoine (4) : 2010, 2011, 2012, 2014
- Coupe de Macédoine (3) : 2010, 2011, 2013
- Ligue SEHA : finaliste en 2012, demi-finaliste en 2013

### En équipe nationale de Croatie
- Jeux olympiques
  -  Médaille d'or aux Jeux olympiques de 2004 d'Athènes
- Championnats du monde
  -  Médaille d'or au Championnat du monde 2003 au Portugal
  -  Médaille d'argent au Championnat du monde 2005 en Tunisie
  - 5e place au Championnat du monde 2007 en Allemagne
  -  Médaille d'argent au Championnat du monde 2009 en Croatie
- Championnats d'Europe
  - 4e place au Championnat d'Europe 2004 en Slovénie
  - 4e place au Championnat d'Europe 2006 en Suisse
  -  Médaille d'argent au Championnat d'Europe 2008 en Norvège
  -  Médaille d'argent au Championnat d'Europe 2010 en Autriche
  -  Médaille d'argent au Championnat d'Europe 2020 en Suède/Autriche/Norvège

### Récompenses individuelles
- Élu entraîneur de handball croate de l'année (9) : 2003, 2004, 2005, 2006, 2008, 2009, 2010, 2018, 2019